# Monte Carlo Open 1969
Il Monte Carlo Open 1969 è stato un torneo di tennis giocato sulla terra rossa. È stata la 62ª edizione del Monte Carlo Open, la prima dell'Era Open. Si è giocato al Monte Carlo Country Club di Roquebrune-Cap-Martin in Francia vicino a Monte Carlo, dal 15 al 21 aprile 1969.

## Campioni

### Singolare
Tom Okker ha battuto in finale  John Newcombe 8–10, 6–1, 7–5, 6–3

### Doppio
Owen Davidson /  John Newcombe hanno battuto in finale  Pancho Gonzales /  Dennis Ralston con il punteggio di 7–5, 11-13, 6–2, 6–1